# Peñaloscintos
Peñaloscintos es una localidad de la comunidad autónoma de La Rioja, perteneciente al municipio de Ortigosa de Cameros. Está situada junto al embalse González Lacasa.

## Demografía
Peñaloscintos contaba a 1 de enero de 2010 con una población de 27 habitantes, 16 hombres y 11 mujeres.
| Gráfica de evolución demográfica de Peñaloscintos entre 2000 y 2010                              |
|                                                                                                  |
| Población de derecho (2000-2010) según los censos de población del INE a 1 de enero de cada año. |

## Lugares de Interés

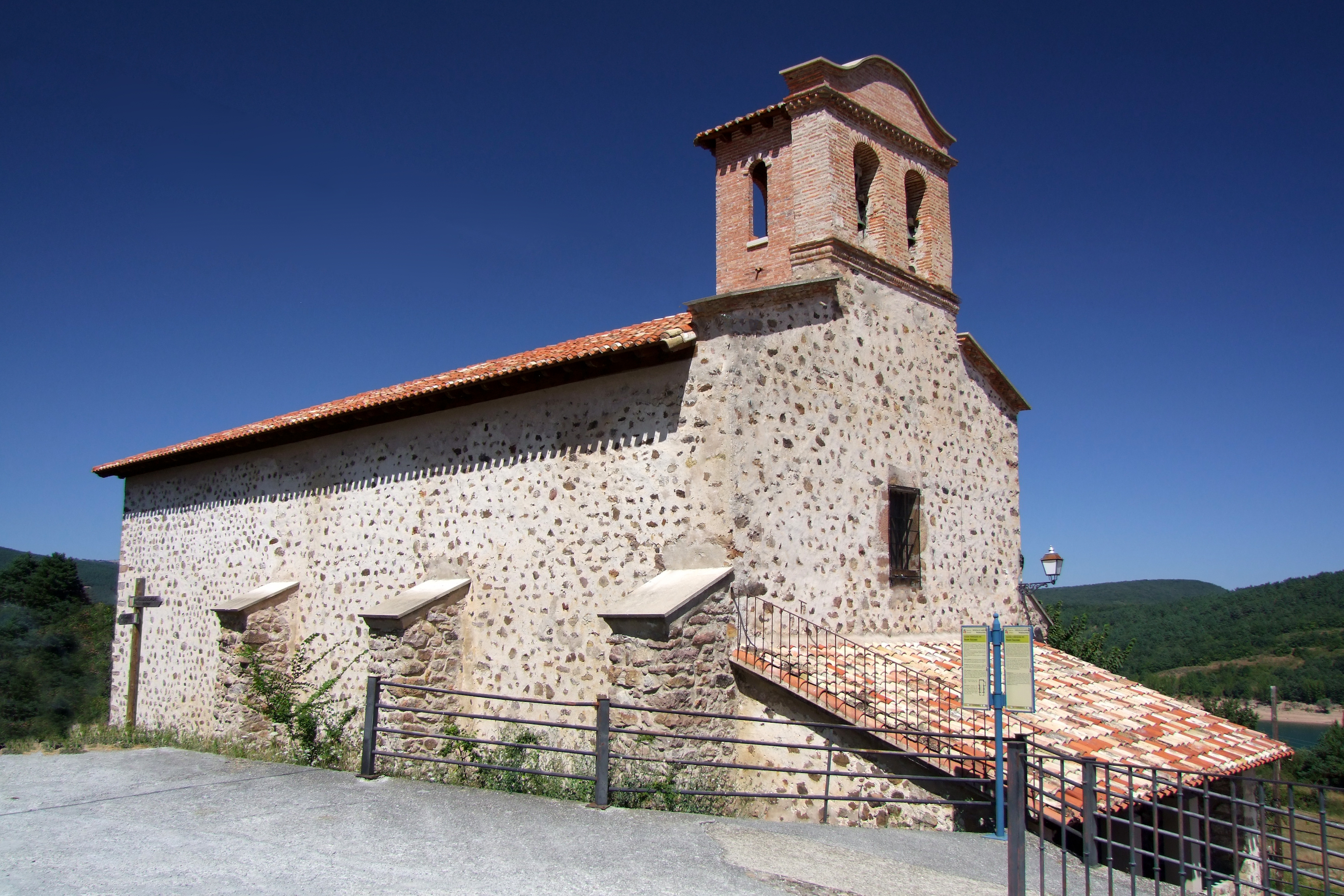
Iglesia del Buen Suceso.

- Iglesia Parroquial del Buen Suceso. Construcción barroca del siglo XVIII
- Lavadero de la Fuente-Vieja, situado cerca del pueblo.